# São Manoel (Santos)
São Manoel é um bairro localizado na zona noroeste da cidade de Santos. É um território de 419.339,92 m². A área é uma das mais afastadas dentre as que compõe a parte insular no município. É banhado pelos rio Bugres e o rio Casqueiro, na divisa de Santos, Cubatão e São Vicente.
O bairro teve um enorme crescimento populacional com o surgimento das comunidades João Carlos da Silva e Caminho da União, onde reside grande parte da população. A origem do nome é uma homenagem dos primeiros loteadores, os irmãos Varella, ao seu pai, Manoel de Souza Varella, por volta da década de 50.
Atualmente, abriga cerca de 4 mil moradores. Conforme dados do Censo Demográfico de 2010, a população era de aproximadamente 4.553 habitantes (IBGE, 2010). No censo de 2022 não consta essa informação, apenas o número total de habitantes do município
Parte considerável dessa população vive em moradias erguidas sobre palafitas - estruturas construídas sobre estacas, diretamente sobre áreas alagadas (Ribeiro, 2017). 